# Linea Victoria
La linea Victoria (in inglese: Victoria line) è una linea della metropolitana di Londra, a servizio dell'omonima città dell'Inghilterra, Regno Unito. Sulle cartine della metropolitana viene indicata con il colore azzurro. È una linea di profondità che corre in direzione sud-nord est rispetto al centro di Londra. Fu costruita negli anni 1960 per decongestionare le altre linee, in particolare la linea Piccadilly. La Victoria fu progettata in modo da attraversare il maggior numero di stazioni di interscambio e mantenendo una certa distanza tra i tratti tra le varie fermate per aumentare la velocità. La linea ha una sola stazione che non funge da scambio con le altre linee della metropolitana o con la ferrovia, ovvero Pimlico.
Molte stazioni del percorso furono modificate per consentire lo scambio rapido dei passeggeri tra le banchine. In alcuni casi ciò fu ottenuto costruendo la banchina della Victoria line sull'altro lato della stazione, mentre in altri casi furono utilizzate banchine preesistenti di altre linee che furono spostate su nuove banchine. Esempi di scambio fra banchine adiacenti sono la stazione di Euston, fra le linee Victoria e Northern (ramo City), quella di Oxford Circus con la linea Bakerloo, la stazione di Highbury & Islington con la linea ferroviaria suburbana Northern City Line e quella di Finsbury Park con la linea Piccadilly. Esiste un raccordo tra la stazione di Seven Sisters e il deposito della linea a Northumberland Park.

## Materiale rotabile
La linea Victoria è stata servita da una flotta di 43 treni 1967 Tube Stock. Ogni treno era costituito da due unità da quattro carrozze, per un totale di otto carrozze per convoglio. La linea è equipaggiata con un sistema di guida semi automatico chiamato automatic train operation (ATO); l'operatore del treno si occupa solo della chiusura delle porte e basta la pressione di alcuni tasti per far procedere il treno tra una stazione e l'altra ad una velocità di sicurezza, il convoglio si ferma automaticamente alle stazioni senza l'azionamento di alcun comando da parte del conducente. Questo sistema è in funzione sulla linea dal 1968.
Questi veicoli sono stati sostituiti tra il 2009 e il 2012 dai nuovi convogli 2009 Tube Stock costruiti dalla Bombardier Transportation.

## Stazioni

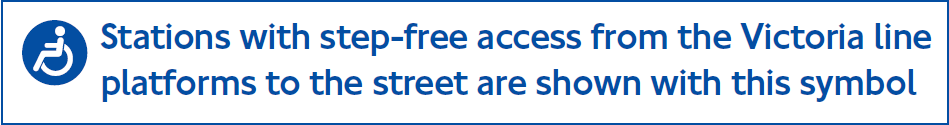
Avviso della metropolitana di Londra che intende ricordare che le stazioni con accesso senza gradini dalla strada al treno sono indicate con questo simbolo:

| Stazione                 | Immagine | Apertura          |
| ------------------------ | -------- | ----------------- |
| Walthamstow Central      |          | 1870              |
| Blackhorse Road          |          | 19 luglio 1894    |
| Tottenham Hale           |          | 15 settembre 1840 |
| Seven Sisters            |          | 22 luglio 1872    |
| Finsbury Park            |          | 1º luglio 1861    |
| Highbury & Islington     |          | 1872              |
| King's Cross St. Pancras |          | 1863              |
| Euston                   |          | 12 maggio 1907    |
| Warren Street            |          | 22 giugno 1907    |
| Oxford Circus            |          | 30 luglio 1900    |
| Green Park               |          | 15 dicembre 1906  |
| Victoria                 |          | 1º ottobre 1860   |
| Pimlico                  |          | 14 settembre 1972 |
| Vauxhall                 |          | 11 luglio 1848    |
| Stockwell                |          | 4 novembre 1890   |
| Brixton                  |          | 23 luglio 1971    |

## Apertura
La prima tratta ad essere aperta al pubblico fu quella tra la stazione di Walthamstow Central e la stazione di Highbury & Islington. Non ci fu una cerimonia di apertura, il primo convoglio partì alle 6.30 di domenica 1º settembre 1968. Dopo di questa, fu aperta la tratta tra Highbury & Islington e Warren Street, ancora senza cerimonia, il 1º dicembre 1968.
La cerimonia ufficiale di inaugurazione si tenne alla stazione di Londra Victoria il 7 marzo 1969: la regina Elisabetta II tolse il velo ad una placca commemorativa nell'atrio della stazione. Dopo una cerimonia breve, la regina comprò un biglietto per 5 vecchi pence (2,08 nuovi pence) e viaggiò fino a Green Park.
La principessa Alexandra ha aperto l'estensione a Brixton il 23 luglio 1971, facendo un viaggio dalla stazione di Brixton alla stazione di Vauxhall.

## Deposito
- deposito di Northumberland Park

## Motivi di tegole
Tutte le stazioni sulla linea Victoria hanno quadri raffiguranti tegole su loro marciapedi, che sono giochi di parole sui loro nomi o si riferiscono alla loro storia (Gli artisti sono fra parentesi).

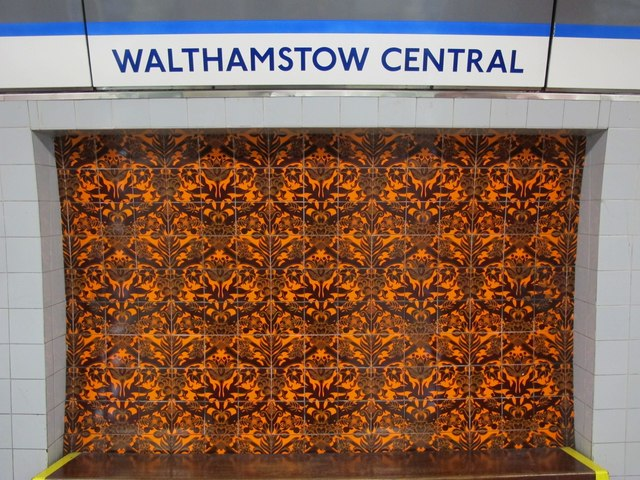
Walthamstow Central (Julia Black)
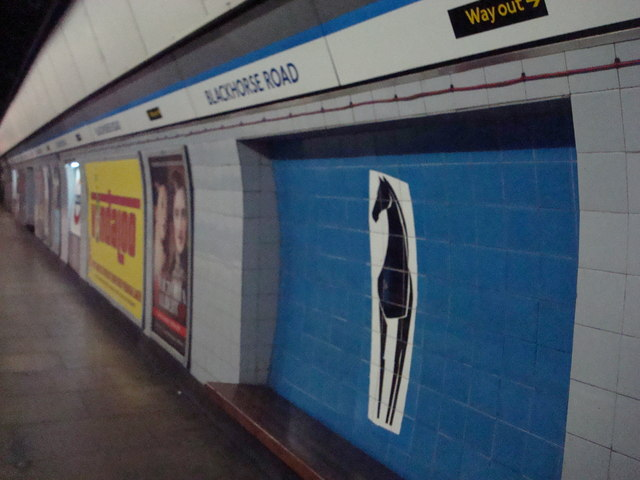
Blackhorse Road (Hans Unger)
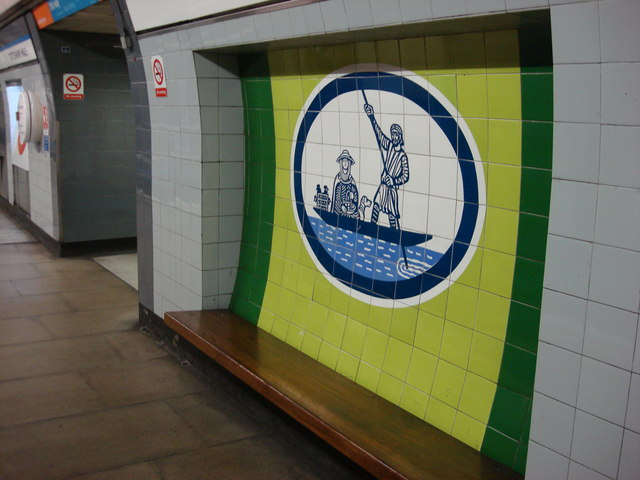
Tottenham Hale (Edward Bawden)
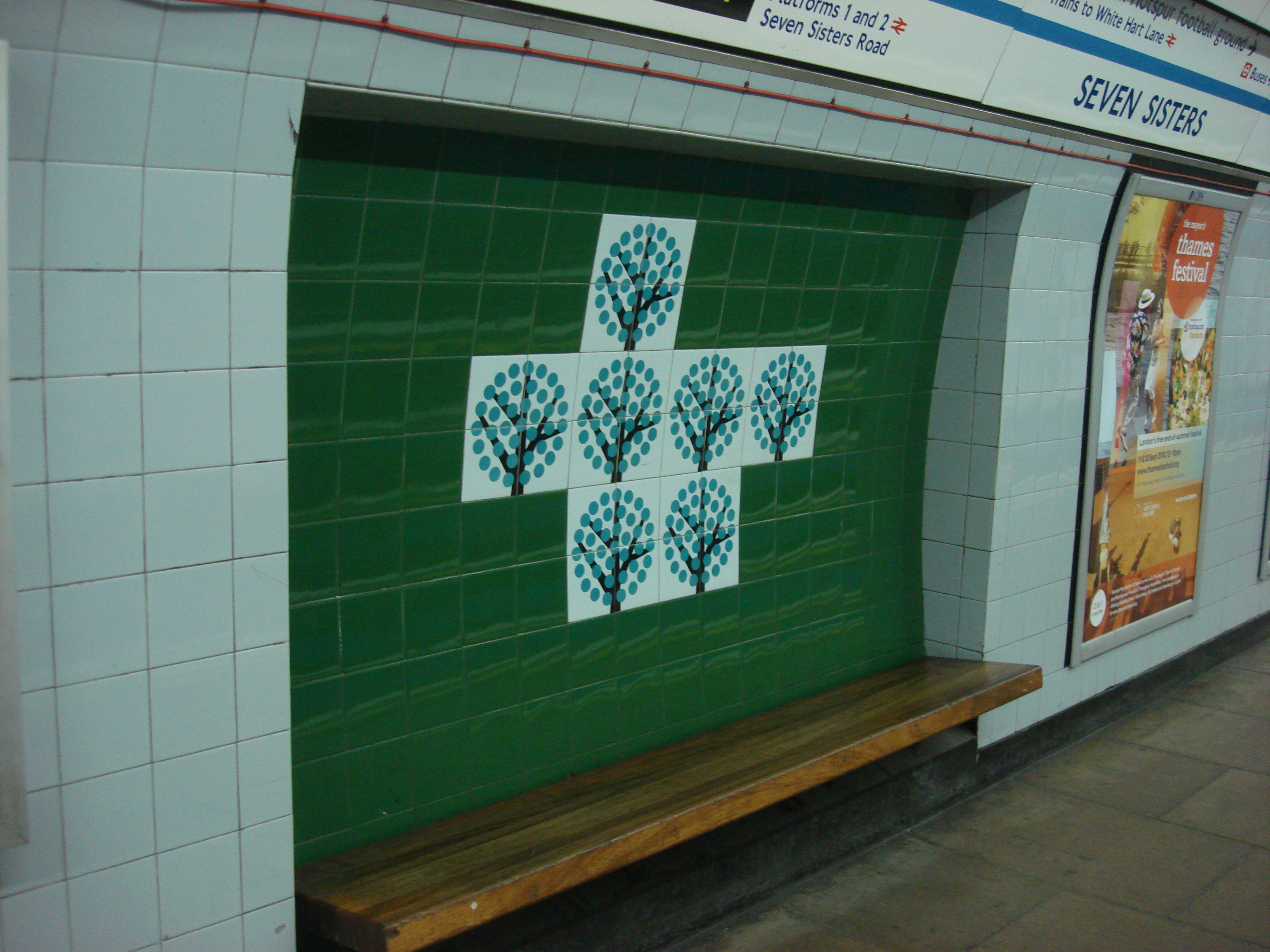
Seven Sisters (Hans Unger)
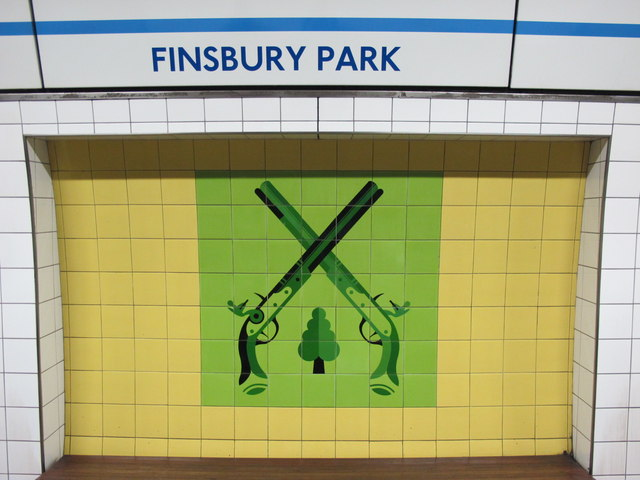
Finsbury Park (Tom Eckersley)
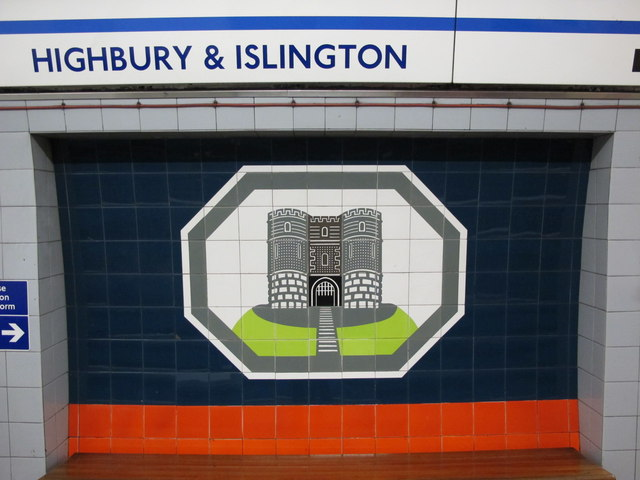
Highbury & Islington (Edward Bawden)
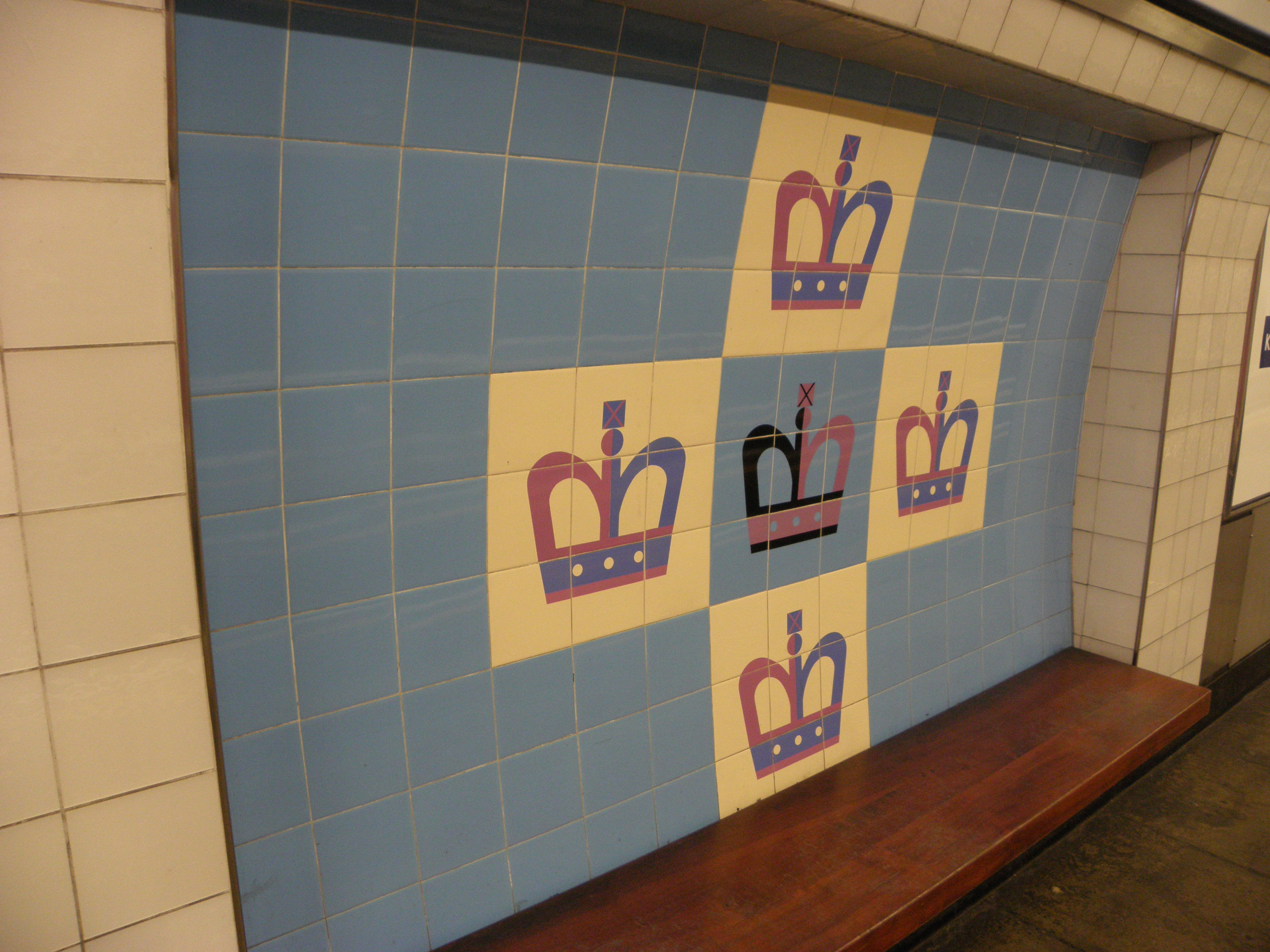
King's Cross St Pancras (Tom Eckersley)
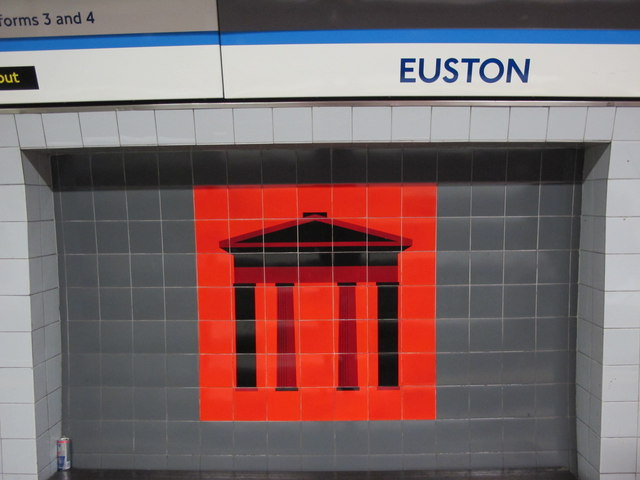
Euston (Tom Eckersley)
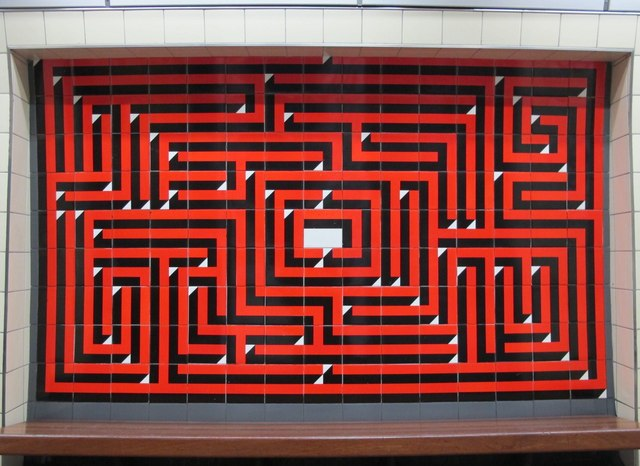
Warren Street (Crosby/Fletcher/Forbes)
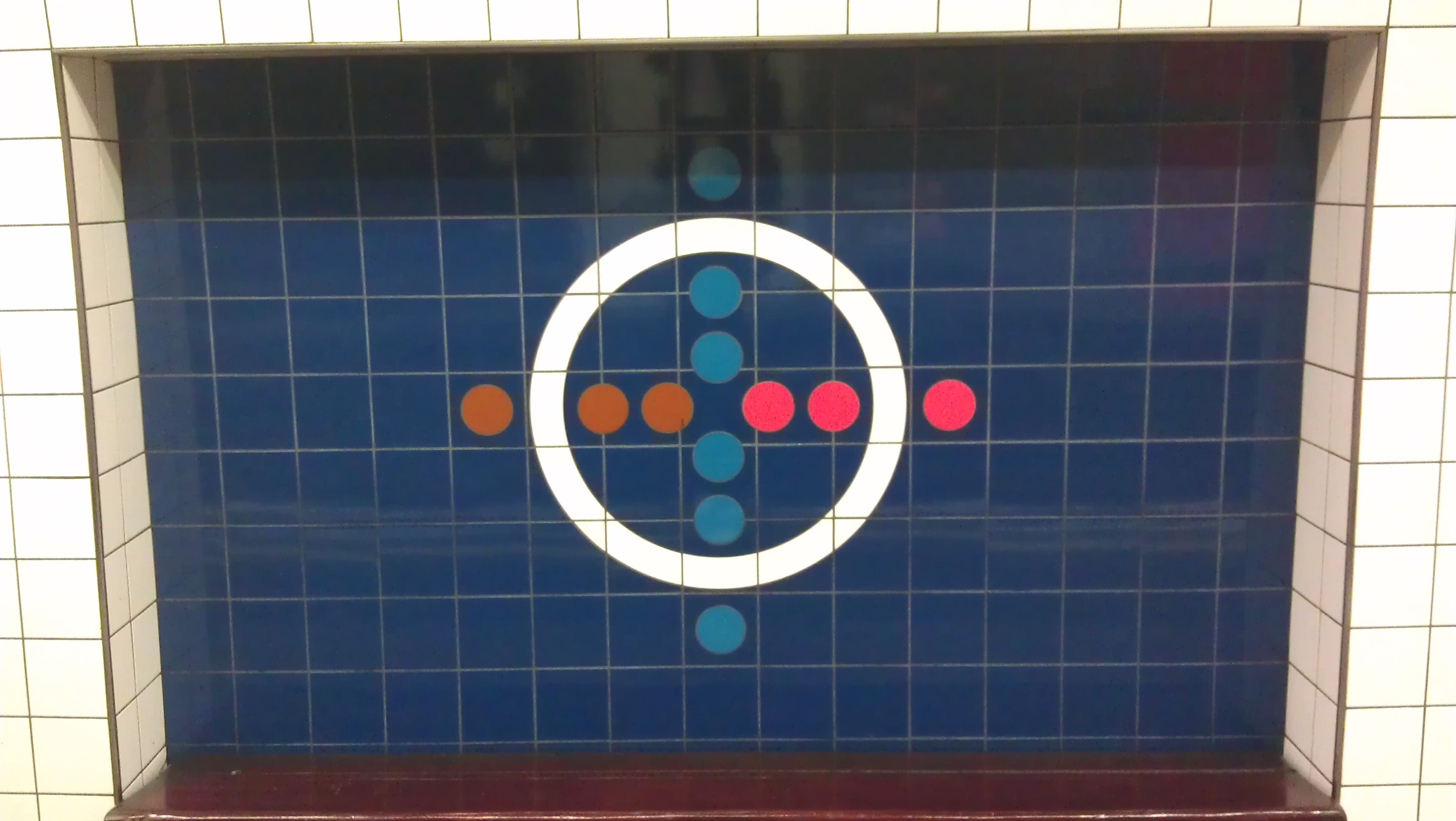
Oxford Circus (Hans Unger)
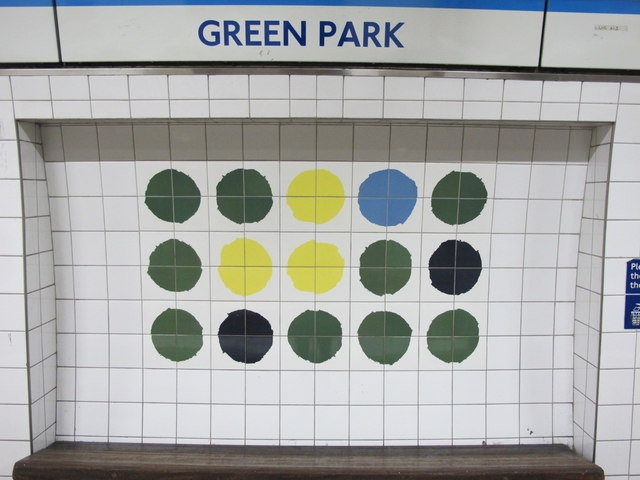
Green Park (Hans Unger)
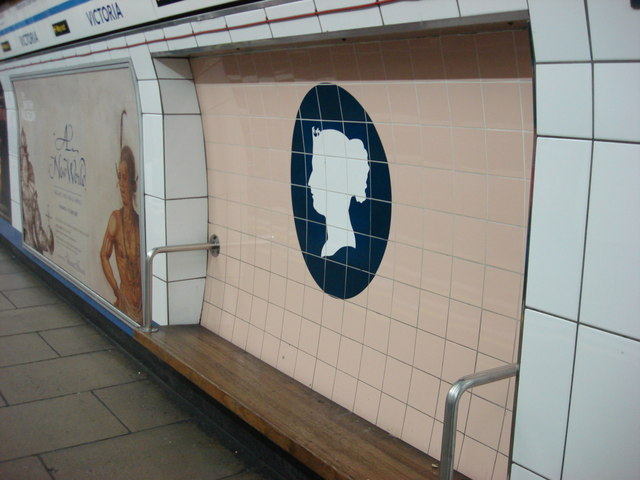
Victoria (Edward Bawden)
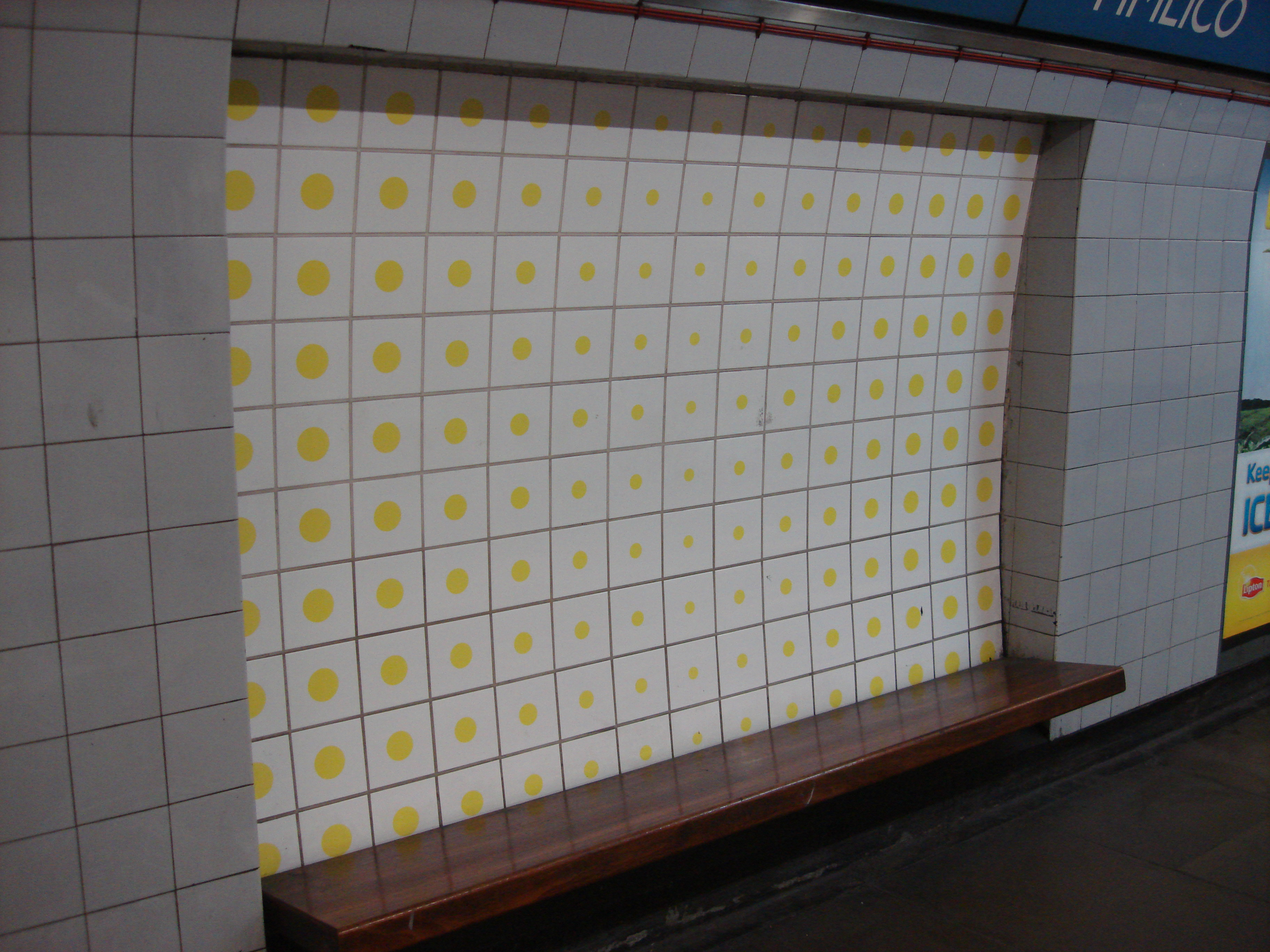
Pimlico (Peter Sedgely)
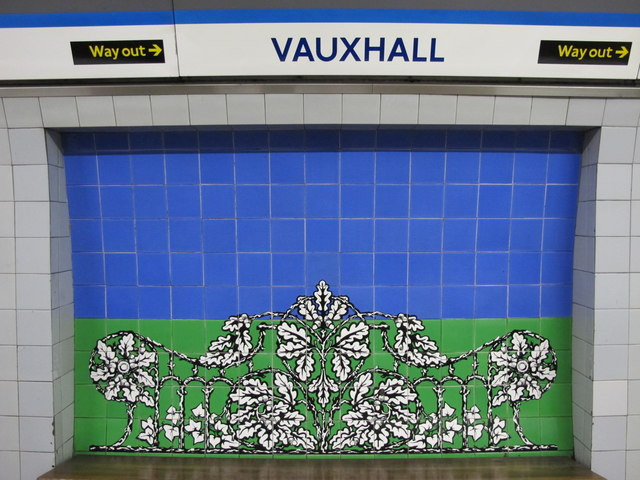
Vauxhall (George Smith)
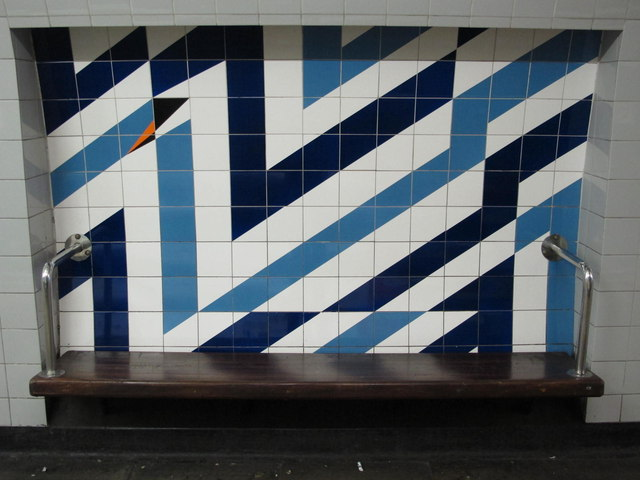
Stockwell (Abram Games)
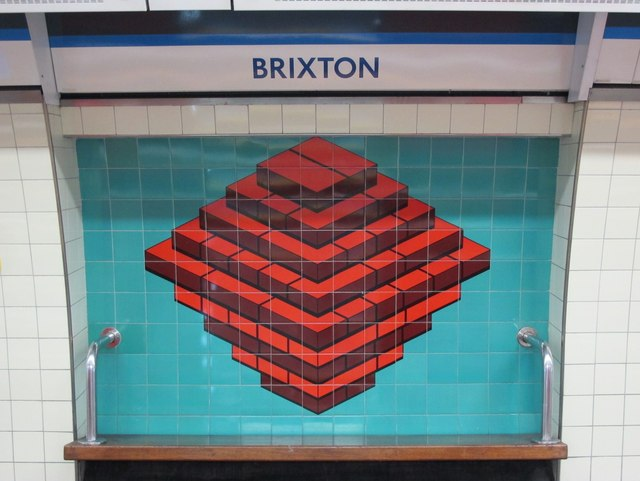
Brixton (Hans Unger)